# Faterok motoron
A Faterok motoron (Wild Hogs) 2007-ben bemutatott amerikai filmvígjáték John Travolta, Tim Allen, Martin Lawrence és William H. Macy főszereplésével.
A film 2007 tavaszának egyik legnagyobb sikere volt hazájában, ahol 2007. március 2-án került a mozikba, míg Magyarországon ugyanezen év április 19-én mutatta be a Fórum Hungary.

## Rövid történet
Egy csapat kertvárosi, kalandvágyó motoros a nagyvilágba indul, de többet kapnak, mint amire számítottak, amikor találkoznak egy új-mexikói bandával, a Del Fuegókkal.

## Cselekmény
Woody, Bobby, Doug és Dudley négy középkorú külvárosi fickó, akiknek szürke hétköznapjaikban a Wild Hogs, azaz a Vadkanok motorosklub nyújt menedéket, ahol rendszeresen összejönnek egy sörre. Egy alkalommal – miután rájön, hogy csődbe ment – Woody azzal áll elő, hogy ne csak színleljék a motoroséletet, hanem vágjanak neki az országnak. A többiek vonakodva bár, de belemennek, s feleségeiknek megfelelő fedősztorit kitalálva motorhátra pattannak és Új-Mexikó felé veszik az irányt. Útjuk során nem kevés rázós helyzetbe kerülnek, többek között egy meleg rendőr, a hőség és az üzemanyaghiány is hátráltatja őket. Egy útszéli kocsmánál megállva, ami a Del Fuegos motorosbanda törzshelye, magukra haragítják a vezért, Jacket, akinek elege van abból, hogy mindenféle jött-ment városi figura azt képzeli, egy bőrkabáttól és egy motortól már övék a motoros-életérzés. A faterok megússzák szárazon a dolgot, ám Woody akarata ellenére felrobbantja a bárt – de erről a többieknek nem szól. Hamarosan egy kisvárosba, Madridba érkeznek, ahol éppen a helyi éves fesztivált tartják. Woody ellenkezése ellenére a Vadkanok maradnak, mit sem sejtve arról, hogy a Del Fuegos a nyomukban van, bosszúra szomjazva…

## Szereplők
- John Travolta – Woody Stevens, nemrég vált el feleségétől és éppen most ment csődbe; az ő ötlete a motortúra (magyar hangja: Széles László)
- Tim Allen – Doug Madsen, fogorvos, családapaként nehezen találja a közös hangot fiával és a magas koleszterin szintje miatt kénytelen olyan ételeket enni, amit nem nagyon kíván" (magyar hangja: Forgács Péter)
- Martin Lawrence – Bobby Davis, vízvezetékszerelő, s kénytelen elviselni felesége és anyósa állandó rimánkodását és parancsolgatását (magyar hangja: Pusztaszeri Kornél)
- William H. Macy – Dudley Frank, számítógépzseni agglegény, s zavarba jön, ha női társaságába kerül; emiatt vesztesnek érzi magát (magyar hangja: Kálid Artúr)
- Ray Liotta – Jack, a Del Fuegos motorosbanda vezetője (magyar hangja: Selmeczi Roland)
- Marisa Tomei – Maggie, a Del Fuegos által fenyegetett kisváros kocsmájában szolgál fel, és felkelti Dudley érdeklődését (magyar hangja: Németh Borbála)
- M.C. Gainey – Murdock, a Del Fuegos egyik tagja
- Kevin Durand – Red, a Del Fuegos furcsa beszólásokat elkövető tagja
- John C. McGinley – motorosrendőr, aki meleg, és így nem egyszer hozza a frászt a faterokra
- Jill Hennessy – Kelly Madsen, Doug felesége (magyar hangja: Orosz Anna)
- Stephen Tobolowsky – Charley, a Del Fuegos által fenyegetett kisváros seriffje
- Peter Fonda – Damien Blade, szintén motoros, Jack apja

## Háttér
Annak ellenére, hogy a főszereplők az Ohio állambeli Cincinnatiben élnek, ott nem készültek felvételek a filmhez. A forgatás helyszíne szinte teljesen egészében Új-Mexikó állam volt. A jelenet, melyben a Del Fuegos-bárban Woody szótlanul bámul, majdnem teljes egészében improvizáció. A jelenetet több alkalommal is leforgatták, s a szereplők többször rögtönöztek. Egy alkalommal John Travolta csupán elkezdett hunyorítani amolyan Clint Eastwoodos arckifejezéssel. A többi színész reakciója így valódi, mivel arra számítottak, Travolta a szövegét mondja. Végül ez maradt a kész filmben.
2006 márciusában, a Hells Angels beperelte a Walt Disney Motion Pictures Groupot védjeggyel kapcsolatos szabálysértés miatt. A bíróság kimondta, hogy a film engedély nélkül használta a Hells Angels Motorcycle Corporation nevét és a logóját. A Disney így Del Fuegosra változtatta a kérdéses motorosbanda nevét.

## Lehetséges folytatás
Walt Becker rendező érdeklődését fejezte ki a Faterok motoron 2-t illetően, az első rész nem várt sikere után. Becker szeretné, ha az összes eredeti szereplő visszatérne. John Travolta egy interjúban az éves ShoWest-en Las Vegasban elmondta, a stáb dél-amerikai helyszínt képzelt el a folytatáshoz. Travolta, aki ismert arról, hogy nem szíveli a folytatásokat, úgy nyilatkozott, hogy ez jó lehetőség volna arra, hogy ismét szerepet vállaljon, ám először elolvasná a forgatókönyvet. Nincs még róla információ, mikor kezdődhet meg a forgatás.